# Матковський Андрій Всеволодович
Андрій Всеволодович Матковський (нар. 7 липня 1964, ст. Коксу, Коксуський район, Алматинська область,  Казахстан) —  політик, колишній міський голова Полтави (2006–2010 рр.).

## Біографія
Народився в сім'ї залізничника. Вихованець Казанського військового суворівського училища (1979–1981 рр.). Закінчив Київський інститут народного господарства у 1986 р. за спеціальністю «Планування народного господарства».
У Полтаві по закінченню інституту. З 1986 по 1988 р. обіймав посаду старшого економіста в управлінні виробничо-технічної комплектації полтавського «Облагробуду». З 1988 по 1990 рр. на номенклатурній комсомольській роботі в Київському районі міста.
З 1990 р. бере активну участь у формуванні місцевих податкових органів. Працював у Державній податковій інспекції в Київському районі м. Полтави на посадах начальника відділу, заступника начальника управління аудиту, у 1996 р. призначений начальником Державної податкової інспекції в Октябрському районі м. Полтави, з 1997 р. — заступник голови Державної податкової адміністрації в Полтавській області. З 1999 р. по липень 2001 р. — начальник Державної податкової інспекції м. Полтави.
З липня 2001 р. по травень 2006 р. працює на посаді заступника директора регіонального управління комерційного банку «ПриватБанк» і одночасно викладає в Полтавському університеті споживчої кооперації України.
Учасник опозиції до встановлення пам'ятки Симону Петлюрі, виступили тодішній мер Андрій Матковський та Олександр Удовіченко. У ніч на 4 жовтня 2006 року, у наслідок діяльності спілки депутата міськради Олексія Гаврікова, пам'ятний знак було демонтовано комунальниками. Захід встановлення пам'ятки супроводжувався бійкою представників «помаранчевих» і правих проти комуністів, «регіоналів» та Союзу радянських офіцерів.

### Політична діяльність
З березня 2006 р. депутат Полтавської міської ради V скликання від виборчого блоку «Блок Юлії Тимошенко» (член партії ВО «Батьківщина»).
З 19 травня 2006 р. — секретар міської ради.
Міський голова Полтави ( 26 листопада 2006 р. - 4 листопада 2011 р.) (набрав 53,78 відсотків голосів).
25 жовтня 2015 року обраний депутатом Полтавської міської ради від партії Блок Петра Порошенка «Солідарність».
У 2016 році зайняв перше місце серед найзаможніших депутатів міста Полтава.

### Сімейний стан
Дружина — Вікторія Матковська. Має двоє синів — Павла і Михайла.
10 серпня 2015 року старший син Андрія Матковського Павло одружився.

### Наукова діяльність
У травні 2010 року Андрій Матковський вступив до докторантури Міжрегіональної Академії управління персоналом (м. Київ). За час навчання підготував докторське дисертаційне дослідження на здобуття наукового ступеня доктора наук в галузі економіки на тему: «Оцінювання стійкості комерційних банків»
У грудні 2011 року Андрій Матковський отримав науковий ступінь доктора наук в галузі економіки.
17 липня 2014 року в ПолтНТУ відбувся захист чергової наукової роботи екс-мера Полтави Андрія Матковського.